# Albrecht Jakob Zell
Albrecht Jakob Zell (* 6. Mai 1701 in Hamburg; † 10. März 1754 in Stadthagen) war ein deutscher Jurist, Librettist, Lyriker und Bibliothekar.

## Leben
Zell wuchs in Hamburg auf und studierte Jura in Jena. Nach Beendigung seines Studiums ist er in Glückstadt nachweisbar. In den Jahren 1730/1731 muss er sich in Hamburg aufgehalten haben, da er in diesen Jahren Texte für die Kirchenmusikjahrgänge Georg Philipp Telemanns schrieb, die in der Musikliteratur als „Zelleschen“ oder "oratorische" Jahrgänge bekannt sind.
Er zog danach nach Bückeburg und fand dort eine Anstellung in der Kanzlei des Grafen zu Schaumburg-Lippe. In dieser Funktion war er auch der erste schaumburg-lippische Hofbibliothekar.
Ab dem Jahr 1739 studierte Zell wieder und kehrte 1741 nach Bückeburg zurück und wechselte bald darauf in das Rektorat der Stadtschule von Stadthagen.
Neben den Libretti für Oratorium schrieb er auch Gedichte, die in der Poesie der Niedersachsen von Christian Friedrich Weichmann abgedruckt sind.

## Werke (Auswahl)
- Christian Friedrich Weichmann: Poesie der Niedersachsen, oder, Allerhand, Mehrentheils noch nie gedruckte Gedichte von den berühmtesten Nieder-Sachsen, sonderlich einigen ansehnlichen Mit-Gliedern der vormals in Hamburg blühenden Teutsch-übenden Gesellschaft. Band 1–3. Kiszner, Hamburg 1721–1726.
- Den Verlust anvertrauter Glückwünschungs-Schreiben an ... Monsieur Evers ... und Mademoiselle Fabricia, zu Dero glücklichen Verbindung, wolte hiemit entschuldigen und bestmöglichst ersetzen Ein ergebenster Diener. Gennagel Hamburg 1723.
- Der aus der Löwengrube errettete Daniel. (Oratorium zum Michaelisfest) Komponist: Georg Phillipp Telemann 1731. (Uraufführung in der Hamburger St.-Petri-Kirche).
- Bekehrung des Römischen Hauptmanns Cornelius (Oratorium) Komponist: Georg Phillipp Telemann 1731.
- Gelobet sei der Herr. Oratorium zum Johannistag. Komponist: Georg Phillipp Telemann 1731. TVWV 1:602/1216
- Passionsoratorium "Mache dich auf, werde Licht!".
- Erweckte Nachfolge zum Irdischen Vergnügen in Gott bestehend in physikalischen und moralischen Gedichten. Mit einer Vorrede von Johann Albert Fabricius, Hamburg 1735.
- Ausbruch gerechter Freude über die Ausgabe der erweckten Nachfolge zum Jrdischen Vergnügen in Gott, bestehend in ... Gedichten Sr. Hoch-Edlen, Herrn Albrecht Jacob Zells. Hamburg 1735.
- Christus Drey Tage und drey Nächte im Hertzen der Erden. Oder: Schrifftmäßige Erklährung Der Worte unsers Heylandes Matth. 12, 40 / Auf besondere Veranlassung, gegeben von Albrecht Jacob Zell, Rev. Minist. Cand. und Hoch-Gräflich-Schauenburg-Lippischem Bibliothecario. Buckeburg : Althans, 1741
- Erklärung der Worte des Heilands, Matth. XII,40. Bückeburg 1741.
- Das Schauenburgische Jubelfest, als Graf Wilhelm Friederich Ernst zu Schauenburg ... in einem Gedichte angezeiget. 1748.
- Das Heiligthum ... Albrecht Wolfgangs, Grafen zu Schauenburg ... begleitete mit einer Trauer-Music Heiligthum und Ehrenmahl des Grafen Albrecht Wolfgangs zu Schaumburg ... / Albrecht Jacob Zell. 1748.
- Die Gläubigen als Könige Gottes hier und dort bei dem ... Absterben der ... Charl. von Münchhausen gebohrne von Karlingen ...Althaus Bückeburg, 1752.
- Reusel Lexikon 15.383; Thieß II. 308. Schmersahl. Neue Nachrichten von jüngst verstorbenen Gelehrten II.836; Ham. Berichte von den neuesten gelehrten Sachen auf 1754. 250.